# Tiago Saraiva
Pour les articles homonymes, voir Saraiva.
Tiago Saraiva est un historien portugais, né à Lisbonne en 1972, professeur au département d'histoire à l'Université Drexel et chercheur à l'Institut des Sciences Sociales de l'Université de Lisbonne.

## Formation et carrière
Après un BSc en génie des matériaux obtenu à l'Institut technique supérieur de l'Université technique de Lisbonne en 1997, il obtient un doctorat en histoire des sciences à l'Université autonome de Madrid en 2004.
Il est en visite à l'Université de Californie à Los Angeles (UCLA) en 2007-2008 et en 2011 puis à l'Université de Californie à Berkeley en 2011-2012. Il intègre ensuite en tant que chercheur l'Institut des Sciences Sociales de l'Université de Lisbonne durant sept années. Depuis 2012, il est professeur assistant au département d'histoire à l'Université Drexel. 

## Travaux
Ses sujets de recherche comprennent l'histoire des sciences, l'histoire des technologies, l'histoire environnementale, et l'histoire du fascisme, notamment ses liens avec l'alimentation.
Dans son livre Fascist Pigs: Technoscientific Organisms and the History of Fascism paru en 2016 et dans lequel il détaille la manière dont l'alimentation animale et végétale était centrale pour les régimes fascistes dans l'Italie de Mussolini, le Portugal de Salazar et l'Allemagne d'Hitler, ainsi que pour leur expansion impériale. L'indépendance alimentaire est en effet un des premiers objectifs du fascisme : Tiago Saraiva explique comment les fascistes étaient obsédés par des projets pour nourrir lecorps national à partir du sol national. Et à travers les industries du blé, du café, des pommes de terre, des moutons et des cochons, il montre leur importance dans l'institutionnalisation et l'expansion des régimes fascistes.

## Prix et distinctions
Tiago Saraiva est membre de la Society for the History of Technology, de l’History of Science Society et de l'Agricultural History Society.
Il est lauréat en 2017 du prix Pfizer décerné par l’History of Science Society, pour son livre  Fascist Pigs: Technoscientific Organisms and the History of Fascism (MIT Press, 2016),,,.

## Sélection de publications
- Fascist Pigs: Technoscienctific Organisms and the History of Fascism (MIT Press, 2016).
- Fascist Modernist Landscapes: Wheat, Dams, and Forests, and the Making of the Portuguese New State, Environmental History, 21.1, (2016): 55-71;
- Oranges as Model Organisms for Historians, Agricultural History, 88.3 (2014): 410-16
- The Production/Circulation of Standardized Karakul Sheep and Frontier Settlement in the Empires of Hitler, Mussolini and Salazar, in Dolly Jørgensen, Sara Pitchard, et Finn Arne Jørgensen (eds.), « New Natures: Joining Environmental History with Science and Technology Studie »s (Pittsburgh: University of Pittsburgh Press, 2013): 135-150.
- Breeding Europe: Crop Diversity, Gene Banks, and Commoners, in Nil Disco and Eda Kranakis (eds.), Cosmopolitan Commons: Sharing Resources and Risks across Borders (Cambridge, Mass: MIT Press): 185-212 (2013).
- The History of Cybernetics in McOndo, History and Technology, 28.4 (2012): 413-420.
- avec M. Norton Wise (eds.), Autarky/Autarchy: Genetics and the Political Economy of Fascism, Historical Studies in the Natural Sciences, 40, n. 4 (2010): 419-428.
- Fascist Labscapes: Genetics, Wheat and the Landscapes of Fascism in Italy and Portugal, Historical Studies in the Natural Sciences, 40, n. 4 (2010): 457-498.
- Inventing the Technological Nation: the Example of Portugal (1851-1898), History and Technology, 23 (3): 263-273; (2007).
- avec Antonio Lafuente (2004), The Urban Scale of Science and the Enlargement of Madrid, Social Studies of Science, 34: 531-569.